# Petr Karabec
Petr Karabec est un joueur de volley-ball tchèque né le 8 avril 1970 à Zlín. Il mesure 2,07 m et joue réceptionneur-attaquant.

## Clubs
| Club              | Pays               | De        | À         |
| ----------------- | ------------------ | --------- | --------- |
| SK VSC Zlín       | République tchèque | 1995-1996 | 1995-1996 |
| Bologne           | Italie             | 1996-1997 | 1997-1998 |
| Ferrare           | Italie             | 1998-1999 | 1998-1999 |
| Tarante           | Italie             | 1998-1999 | 1999-2000 |
| Lamezia           | Italie             | 2000-2001 | 2001-2002 |
| Agnone            | Italie             | 2002-2003 | 2002-2003 |
| Ancône            | Italie             | 2003-2004 | 2003-2004 |
| Schio             | Italie             | 2004-2005 | 2004-2005 |
| Castellana Grotte | Italie             | 2005-2006 | 2005-2006 |